# Menden-Holthausen
Menden-Holthausen, Mülheim an der Ruhr-Menden-Holthausen — dzielnica miasta Mülheim an der Ruhr w Niemczech, w kraju związkowym Nadrenia Północna-Westfalia.